# J. P. 크로포드

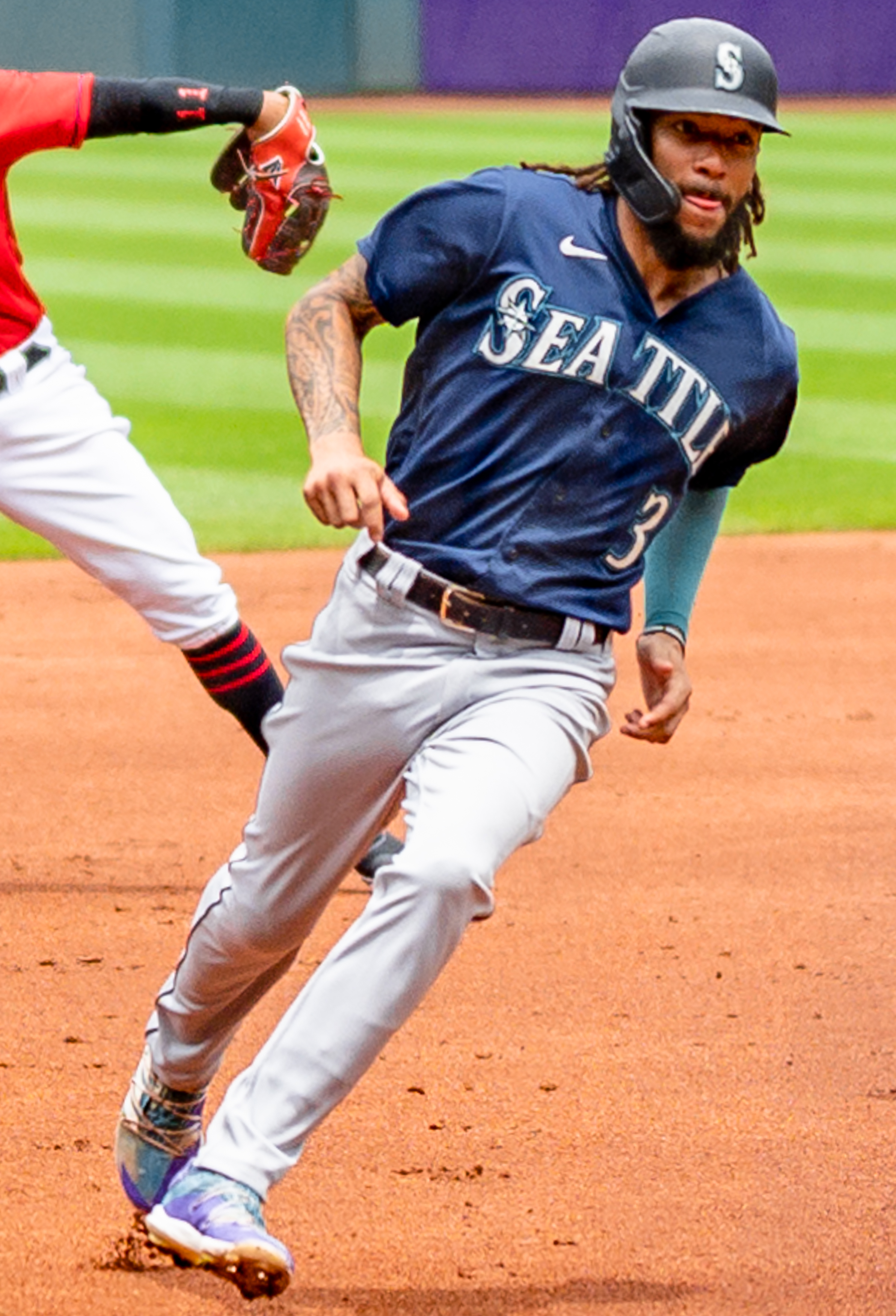
2021년 모습

J. P. 크로포드(J. P. Crawford, 본명: 존 폴 크로포드, John Paul Crawford, 1995년 1월 11일 ~ )는 미국 프로 야구 메이저리그 베이스볼(MLB) 시애틀 매리너스의 유격수이다.
캘리포니아주 레이크우드 (캘리포니아주)에서 자란 크로포드는 레이크우드 고등학교에 다녔으며, 그곳에서 운동 능력으로 인정을 받았다. 크로포드는 또한 미국 최고의 십대 야구 선수 중 한 명으로 간주되었다. 2013년 MLB 드래프트에서 전체 16순위로 지명된 크로포드는 뛰어난 수비 내야수로서 필라델피아 필리스에서 경력을 시작했으며 마이너 리그 시스템을 통해 그의 성장의 대부분에 대해 조직의 최고 유망주로 간주되었다. 그는 2017년 메이저리그 구단으로 승격해 자연스러운 포지션과 3루수에서 활약했다. 2019년 시즌 이전에 크로포드는 매리너스로 트레이드되었다.

## 어린 시절
크로포드는 1995년 1월 11일 캘리포니아주 롱비치에서 래리와 베스 크로포드 사이에서 태어났다. 그에게는 두 명의 자매가 있다. 전직 캐나다 프로 축구 수비수였던 그의 아버지는 캐나다 풋볼 리그(CFL)에서 4번의 올스타였으며 1985년 BC 라이온스와 함께 그레이 컵에서 우승했으며, 크로포드의 어머니는 대학 배구 선수였다. 크로포드의 사촌 칼 크로포드는 메이저 리그 베이스볼(MLB)에서 뛰었다. 풀러턴에 있는 캘리포니아 주립 대학의 소프트볼 선수인 그의 누나 엘리자(Eliza)는 어린 크로포드를 타격 연습에 데려와 그의 추구를 격려했다. 그 후 크로포드는 어반 유스 아카데미(Urban Youth Academy) 및 이너시티스(Inner Cities)의 야구 부활을 포함하여 컴튼(Compton) 인근의 도시 청소년을 위한 야구 프로그램에 크게 참여했다. 로스앤젤레스 다저스 팬으로 자랐다.
2009년에 크로포드는 레이크우드 고등학교에 다니기 시작했다. 학교 야구 수석 코치인 스퍼드 오닐은 크로포드가 "키가 6'2"이고 날씬했다"고 회상했지만 그의 수비 능력을 인정하고 즉시 유격수 자리를 열어 신입생을 수용했다. 이는 크로포드의 자연스러운 위치였다. 크로포드는 여러 팀 기록을 게시했다. 4학년 말까지 통산 안타(179개), 득점(162개), 도루(73개), 볼넷(72개) 부문에서 선두를 달리고 있으며, 그의 재능은 USC(University of Southern California)의 관심을 끌었다. 크로포드는 트로잔스(Trojans)를 위해 대학 야구에 참석하고 경기를 할 수 있도록 운동 장학금을 제안했지만 예상대로 크로포드는 제안을 거부하고 2013 MLB 드래프트에 참여하기로 결정했다.